# Ligue Ethias 2013-14
La Ligue Ethias 2013-14 fue la edición número 87 de la Pro Basketball League, la primera división del baloncesto profesional de Bélgica. Resultó campeón por decimoquinta vez en su historia el Telenet Oostende.

### Equipos 2013-2014 y localización
| Club                          | Ciudad     | Pabellón                      | Capacidad |
| ----------------------------- | ---------- | ----------------------------- | --------- |
| Basic-Fit Brussels            | Bruselas   | Piscine de Neder-Over-Hembeek | 1200      |
| Belfius Mons-Hainaut          | Mons       | Mons.Arena                    | 4000      |
| Kangoeroes Willebroek         | Willebroek | Sporthal de Schalk            | 1000      |
| betFirst Liège                | Lieja      | Country Hall Ethias           | 5000      |
| Crelan Okapi Aalstar          | Aalst      | Okapi Forum                   | 2800      |
| Port of Antwerp Giants        | Amberes    | Lotto Arena                   | 5218      |
| Proximus Spirou               | Charleroi  | Spiroudome                    | 6200      |
| Stella Artois Leuven Bears    | Leuven     | Sportoase                     | 3400      |
| Telenet Oostende              | Ostend     | Sleuyter Arena                | 5000      |
| VOO Wolves Verviers-Pepinster | Verviers   | Halle du Paire                | 4000      |

## Playoffs
|  | Cuartos de final | Cuartos de final       | Cuartos de final    |                        |   | Semifinales          | Semifinales | Semifinales |  |   | Final               | Final | Final |  |
|  |                  |                        |                     |                        |   |                      |             |             |  |   |                     |       |       |  |
|  |                  |                        |                     |                        |   |                      |             |             |  |   |                     |       |       |  |
|  | 4                | Liège Basket           | 1                   |                        |   |                      |             |             |  |   |                     |       |       |  |
|  | 4                | Liège Basket           | 1                   |                        |   |                      |             |             |  |   |                     |       |       |  |
|  | 5                | Okapi Aalstar          | 2                   |                        |   |                      |             |             |  |   |                     |       |       |  |
|  | 5                | Okapi Aalstar          | 2                   |                        | 2 | Belfius Mons-Hainaut | 2           |             |  |   |                     |       |       |  |
|  |                  |                        |                     |                        | 2 | Belfius Mons-Hainaut | 2           |             |  |   |                     |       |       |  |
|  |                  |                        | 5                   | Okapi Aalstar          | 3 |                      |             |             |  |   |                     |       |       |  |
|  | 3                | Belgacom Spirou        | 5                   | Okapi Aalstar          | 3 | 1                    |             |             |  |   |                     |       |       |  |
|  | 3                | Belgacom Spirou        |                     |                        |   |                      |             |             |  |   |                     |       |       |  |
|  | 6                | Port of Antwerp Giants | 2                   |                        |   |                      |             |             |  |   |                     |       |       |  |
|  | 6                | Port of Antwerp Giants | 2                   |                        |   |                      |             |             |  | 1 | Telenet BC Oostende | 3     |       |  |
|  |                  |                        |                     |                        |   |                      |             |             |  | 1 | Telenet BC Oostende | 3     |       |  |
|  |                  |                        | 5                   | Okapi Aalstar          | 2 |                      |             |             |  |   |                     |       |       |  |
|  |                  |                        | 5                   | Okapi Aalstar          | 2 |                      |             |             |  |   |                     |       |       |  |
|  |                  |                        |                     |                        |   |                      |             |             |  |   |                     |       |       |  |
|  |                  |                        |                     |                        |   |                      |             |             |  |   |                     |       |       |  |
|  |                  | 1                      | Telenet BC Oostende | 3                      |   |                      |             |             |  |   |                     |       |       |  |
|  |                  |                        |                     | 3                      |   |                      |             |             |  |   |                     |       |       |  |
|  |                  |                        | 6                   | Port of Antwerp Giants | 0 |                      |             |             |  |   |                     |       |       |  |
|  |                  |                        | 6                   | Port of Antwerp Giants | 0 |                      |             |             |  |   |                     |       |       |  |
|  |                  |                        |                     |                        |   |                      |             |             |  |   |                     |       |       |  |
|  |                  |                        |                     |                        |   |                      |             |             |  |   |                     |       |       |  |
|  |                  |                        |                     |                        |   |                      |             |             |  |   |                     |       |       |  |
|  |                  |                        |                     |                        |   |                      |             |             |  |   |                     |       |       |  |

### Finales
| 1 de junio | Telenet Oostende                                                       | 86–68                                | Okapi Aalstar                                              |                                                         |  |
| 20:30      | Parciales: 17–16, 19–24, 22–22, 28–6                                   | Parciales: 17–16, 19–24, 22–22, 28–6 | Parciales: 17–16, 19–24, 22–22, 28–6                       |                                                         |  |
|            | Estadísticas Dušan Đorđević 19 Dušan Đorđević 8 Đorđević, Marnegrave 4 | Reporte Pts Reb Asts                 | Estadísticas John Tofi 24 Hanavan, Butler 6 Derek Raivio 7 | Pabellón: Sleuyter Arena, Ostend Televisión: Belgacom 5 |  |

| 3 de junio | Okapi Aalstar                                            | 84–69                                 | Telenet Oostende                                                |                                                     |  |
| 20:30      | Parciales: 29–13, 20–20, 13–14, 22–22                    | Parciales: 29–13, 20–20, 13–14, 22–22 | Parciales: 29–13, 20–20, 13–14, 22–22                           |                                                     |  |
|            | Estadísticas Derek Raivio 30 John Tofi 10 Derek Raivio 4 | Reporte Pts Reb Asts                  | Estadísticas Ryan Thompson 24 Dušan Đorđević 8 Dušan Đorđević 3 | Pabellón: Okapi Forum, Aalst Televisión: Belgacom 5 |  |

| 5 de junio | Telenet Oostende                                                  | 91–64                                 | Okapi Aalstar                                            |                                                         |  |
| 20:30      | Parciales: 20–15, 24–21, 29–12, 18–16                             | Parciales: 20–15, 24–21, 29–12, 18–16 | Parciales: 20–15, 24–21, 29–12, 18–16                    |                                                         |  |
|            | Estadísticas Jared Berggren 18 Jared Berggren 12 Dušan Đorđević 6 | Reporte Pts Reb Asts                  | Estadísticas John Tofi 12 Hanavan, Tofi 7 Derek Raivio 6 | Pabellón: Sleuyter Arena, Ostend Televisión: Belgacom 5 |  |

| 7 de junio | Okapi Aalstar                                              | 84–79                                 | Telenet Oostende                                               |                                                     |  |
| 20:30      | Parciales: 19–17, 30–23, 13–18, 22–21                      | Parciales: 19–17, 30–23, 13–18, 22–21 | Parciales: 19–17, 30–23, 13–18, 22–21                          |                                                     |  |
|            | Estadísticas Da'Sean Butler 21 3 jugadores 7 3 jugadores 2 | Reporte Pts Reb Asts                  | Estadísticas Ryan Thompson 21 Wes Wilkinson 7 Dušan Đorđević 7 | Pabellón: Okapi Forum, Aalst Televisión: Belgacom 5 |  |

| 6 de junio                              | Telenet Oostende                                                 | 98–61                                 | Okapi Aalstar                                          |                                                         |  |  |
| 20:30                                   | Parciales: 33–13, 21–18, 24–18, 20–12                            | Parciales: 33–13, 21–18, 24–18, 20–12 | Parciales: 33–13, 21–18, 24–18, 20–12                  |                                                         |  |  |
|                                         | Estadísticas Ryan Thompson 21 Wes Wilkinson 11 Dušan Đorđević 10 | Reporte Pts Reb Asts                  | Estadísticas John Tofi 12 Ian Hanavan 9 Derek Raivio 2 | Pabellón: Sleuyter Arena, Ostend Televisión: Belgacom 5 |  |  |
| Telenet BC Oostende gana las series 3–2 |                                                                  |                                       |                                                        |                                                         |  |  |
|                                         |                                                                  |                                       |                                                        |                                                         |  |  |

## Galardones
| Premio                | Jugador               | Club                   | Enlace |
| --------------------- | --------------------- | ---------------------- | ------ |
| MVP de la Liga        | Dušan Đorđević        | Telenet Oostende       | [ 1 ]  |
| Entrenador del año    | Fulvio Bastinini      | Liège Basket           | [ 2 ]  |
| Jugador belga del año | Maxime De Zeeuw       | Port of Antwerp Giants | [ 3 ]  |
| Mejor jugador joven   | Pierre-Antoine Gillet | Telenet BC Oostende    | [ 3 ]  |
| Star of the Coaches   | Talor Battle          | Belfius Mons-Hainaut   | [ 4 ]  |